# 伊雷娜·森德勒
伊雷娜·森德勒（波蘭語：Irena Stanisława Sendlerowa；1910年2月15日—2008年5月12日），又譯為艾琳娜·森德勒，戰時化名為猶蘭塔（Jolanta），波蘭社會活动家。第二次世界大戰期間，她和其他反納粹組織成員從華沙的猶太封鎖區救出2500名猶太兒童，為他們提供假文件和幫助他們在封鎖區高牆以外尋找藏身之地。以色列猶太大屠殺紀念館表揚她的慈善工作，嘉許她為「國際義人」。

## 生平
1910年2月15日出生于华沙，小时候生活在华沙东南部的奧特沃茨克小镇。她的父親Stanisław Krzyżanowski是一個醫生。他接收的許多病人是貧窮的猶太人。在治療一些斑疹傷寒病人時，他感染了這個疾病，幾天後去世。當時伊雷娜只有七歲。她認為她父親無私的犧牲是她生命中最大的榜樣。
1927年她開始在華沙大學學習社會工作。這個時期在波蘭，民族主義及反猶太情緒非常橫行。在講堂內，猶太學生必須坐在左邊。他們的「亞利安」同學坐在右邊。伊雷娜不接受這個不公正的隔離政策，總是和她的猶太同夥一起坐。當他們受到攻擊，她為他們辯護。一天，她看到一個猶太女生被人抓住頭髮，在樓梯從一層樓拖到下一層。憤怒和羞恥使她劃掉了在學生證上「亞利安，右手邊」的句子。作為懲罰她失去了她的學生的權利三年。如果不是有一個新校長認為她是做得對，她很可能沒有辦法完成她的學位。
1939年，納粹德國入侵波蘭，伊雷娜當時在華沙社會救濟局擔任護士，負責救濟食堂。1942年，納粹德國在華沙成立猶太人集中區，伊雷娜目睹猶太人在集中區的殘酷景象，於是加入支援猶太人委員會。她在社會救濟局中，負責清查衛生環境，防止斑疹傷寒擴散。以此機會，她將一些猶太兒童說成是斑疹傷寒患者的兒女，防止他們被帶到猶太人集中區。她與各救濟局的朋友合作，為這些兒童偽造身份證件，隱藏身份，協助他們被領養。為了讓這些兒童將來有機會認祖歸宗，她將這兩千多人的資料，秘密埋藏在鄰居家的蘋果樹下。
1943年10月20日，伊雷娜遭到德國蓋世太保逮捕，送入監獄。她遭到嚴刑拷打，雙腿遭打斷，但她並沒有透露出她的朋友與這些兒童的資料。她被判死刑，但行刑士兵受到波蘭地下反抗軍的收買，將她放走，她以假名繼續在波蘭生活。
二次大戰結束後，她挖出這2500名兒童的資料，一一與他們聯絡，告知他們親生父母的名字。
伊雷娜.森德勒：
|  | 那些被救出來的猶太孩子，已經證明了我在世上的價值，但這並不是值得讚揚的理由。相反，我總是受到良心的譴責，我本來可以救更多的人。 |

## 褒扬
- 1979年，天主教教宗若望·保祿二世接見伊雷娜，伊雷娜將她在獄中得到的耶穌聖像送給教宗。
- 2006年7月30日，德国慕尼黑举行相关纪念仪式，授予伊雷娜荣誉勋章，同年10月，获诺贝尔和平奖提名 。

## 辞世
2008年5月12日，伊雷娜在波兰华沙逝世，享年98岁。

## 图集

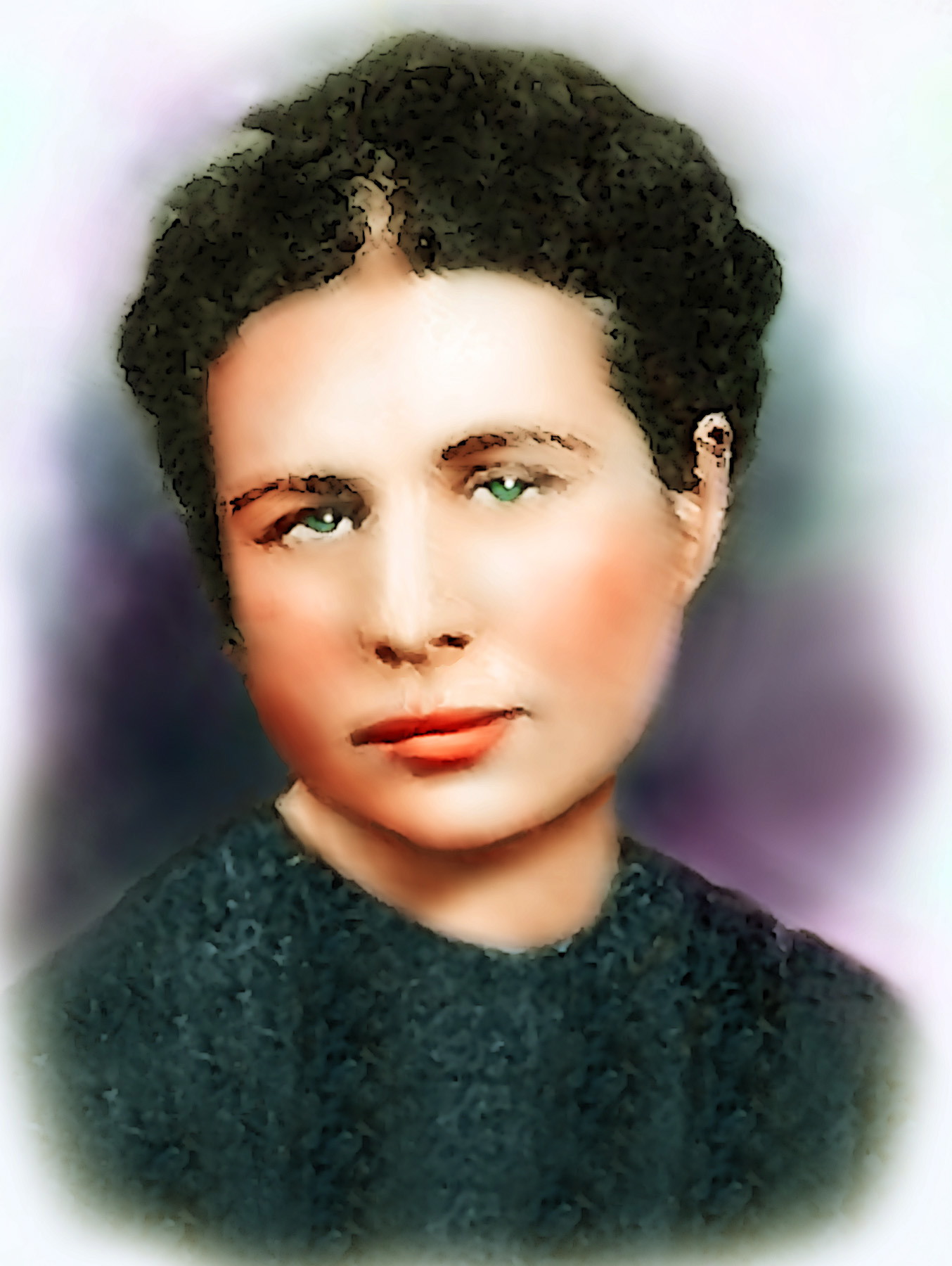
1942年
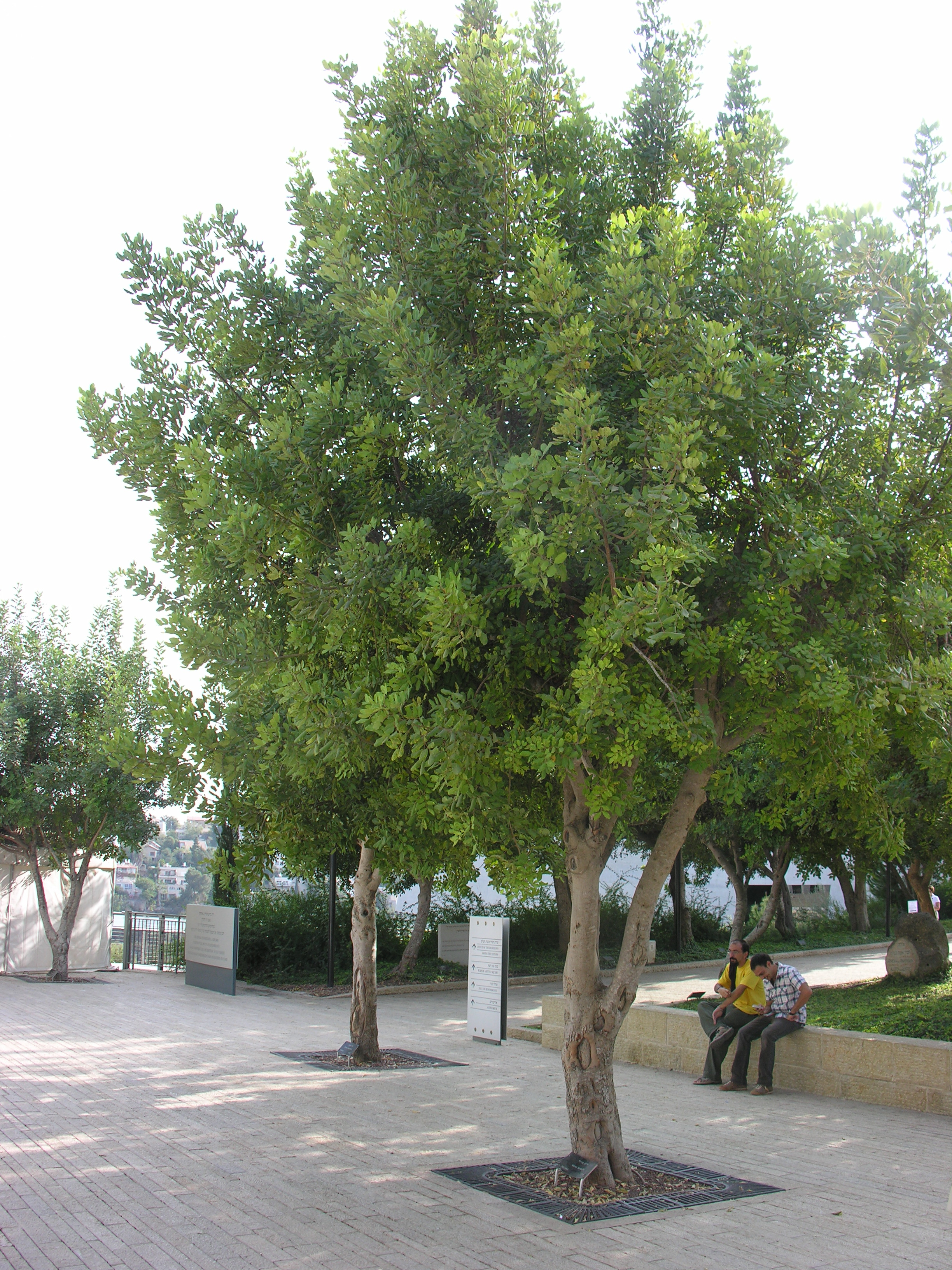
以色列猶太大屠殺紀念館的纪念树
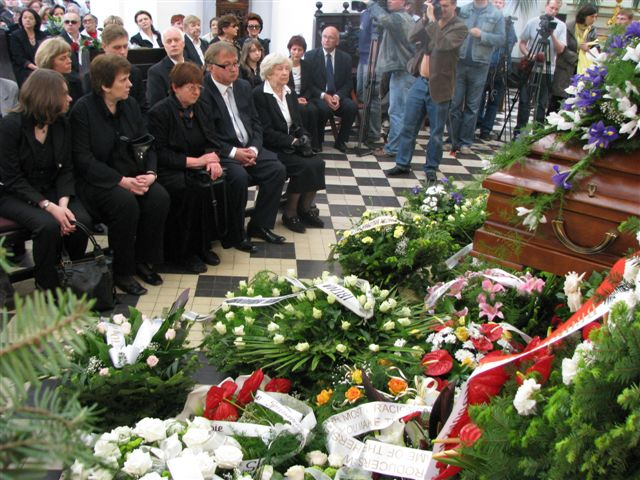
葬礼
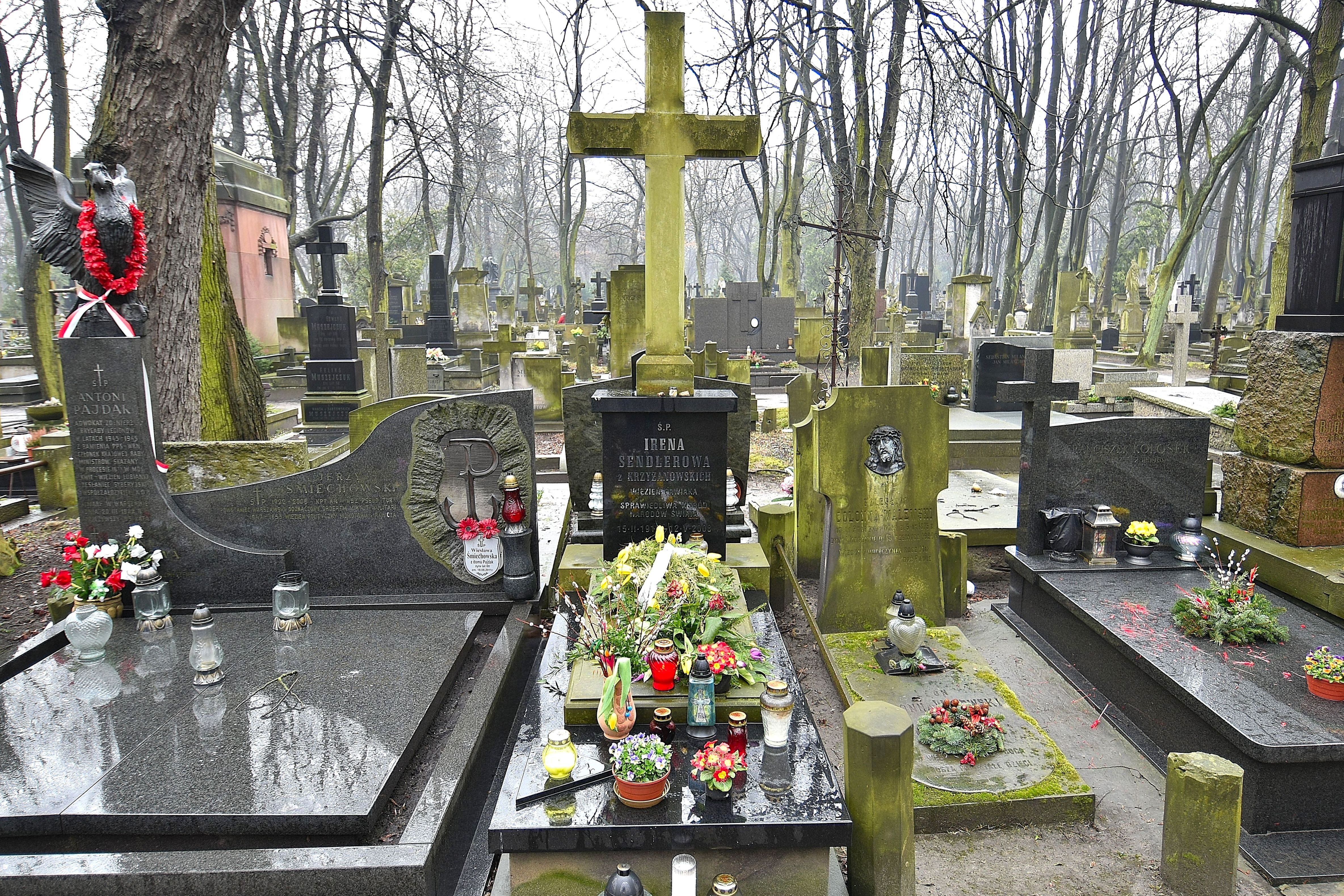
坟墓
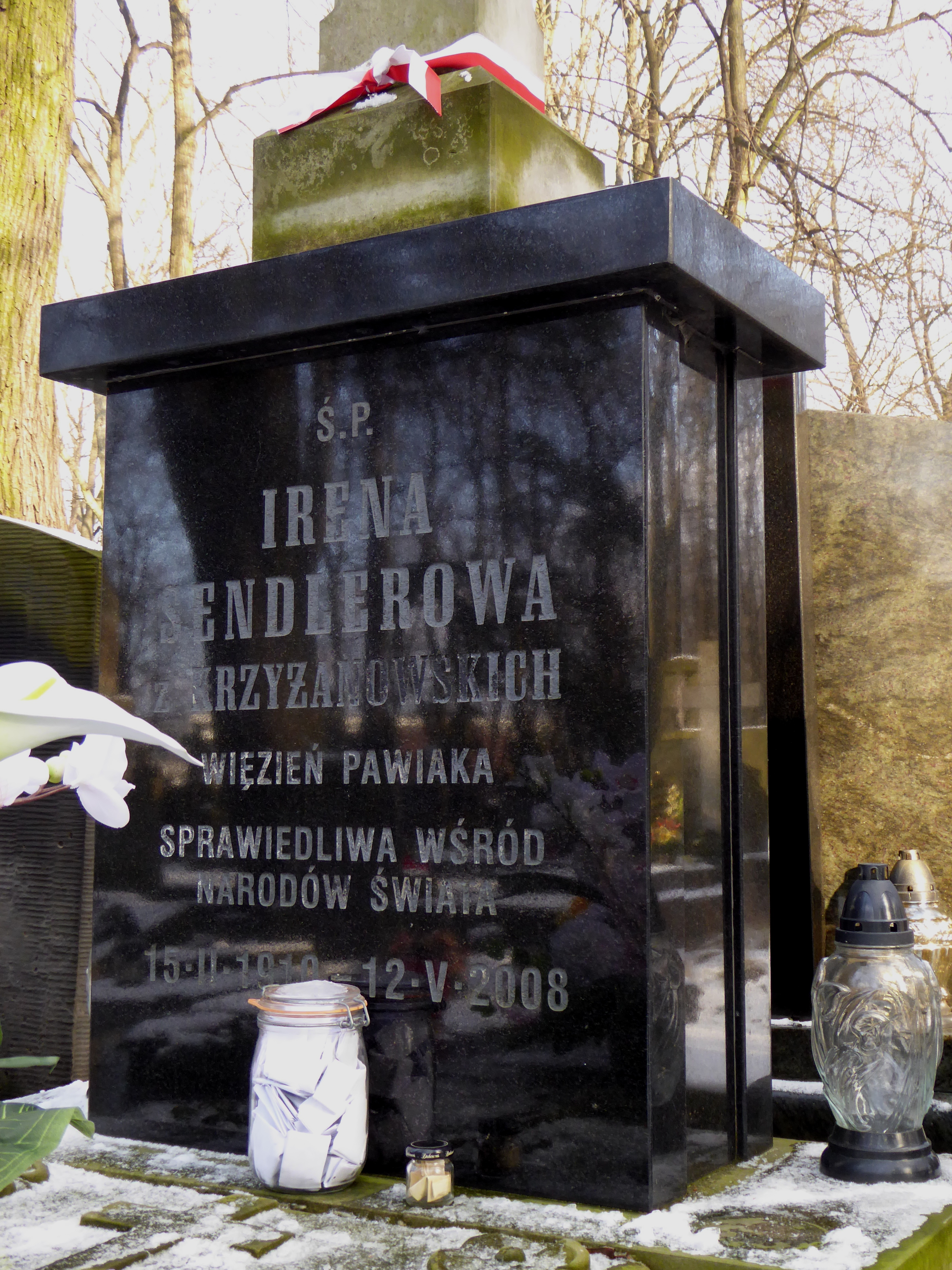
墓碑
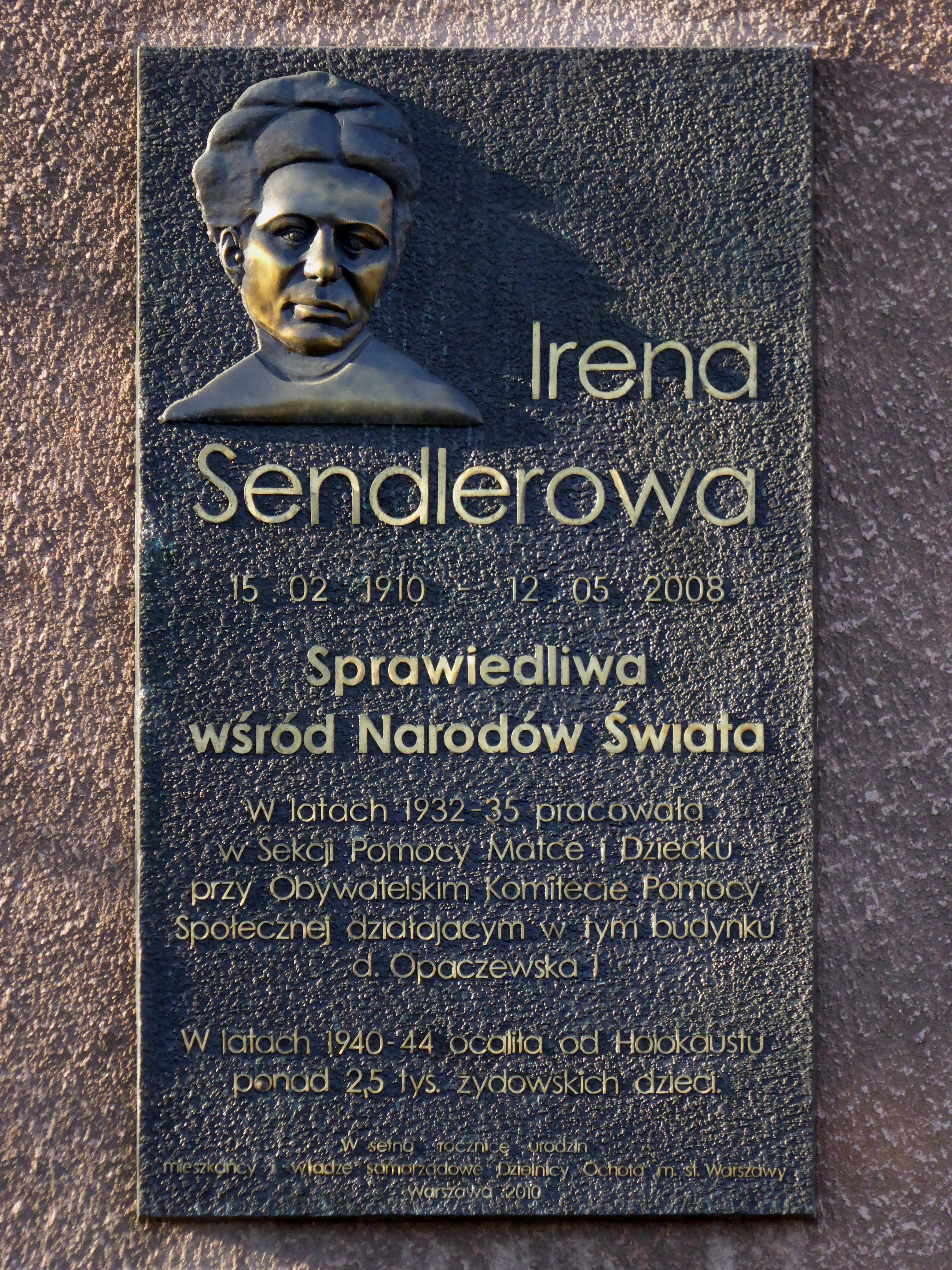
华沙一条街道的纪念牌
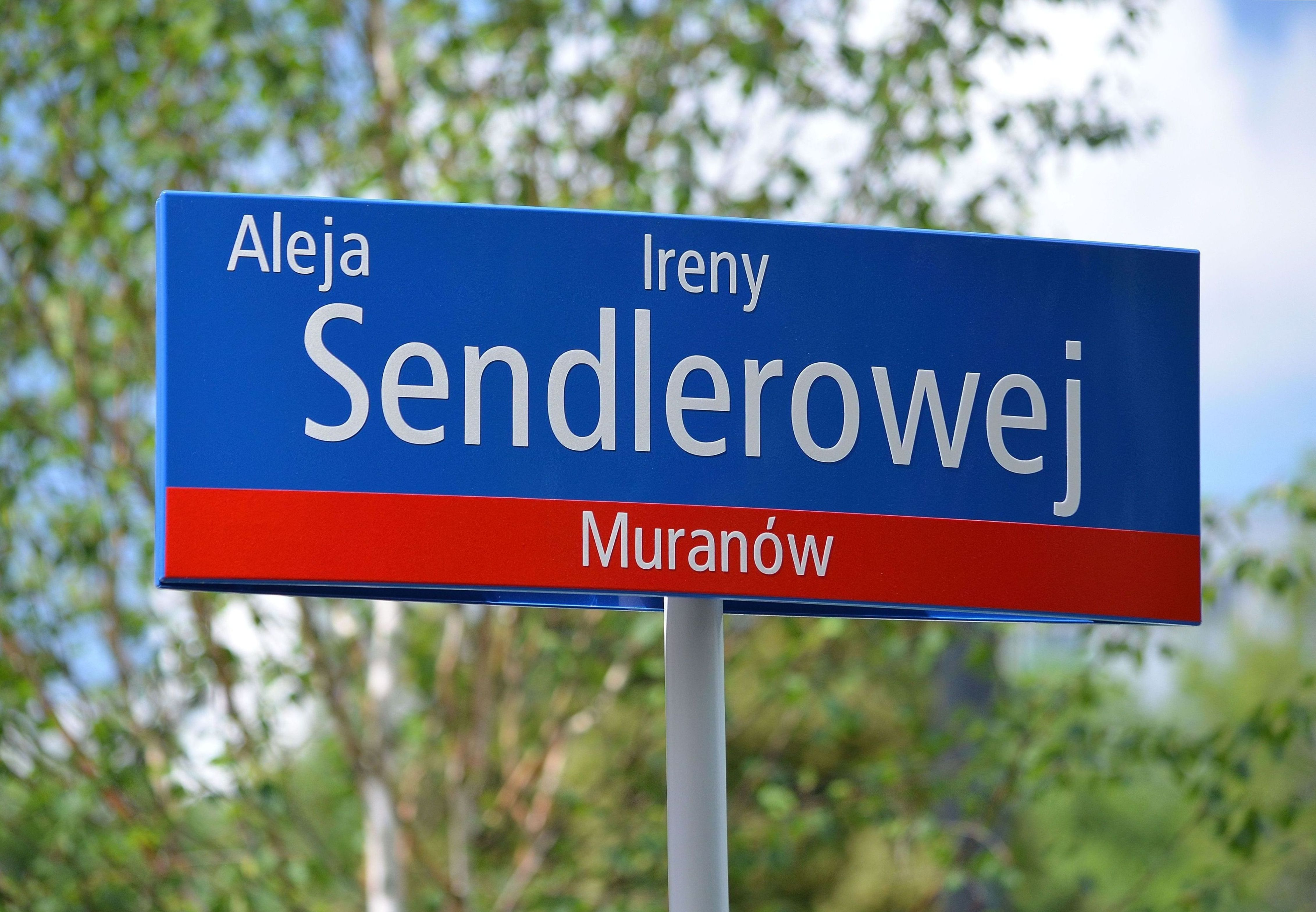
波蘭猶太人歷史博物館前的道路以森德勒命名
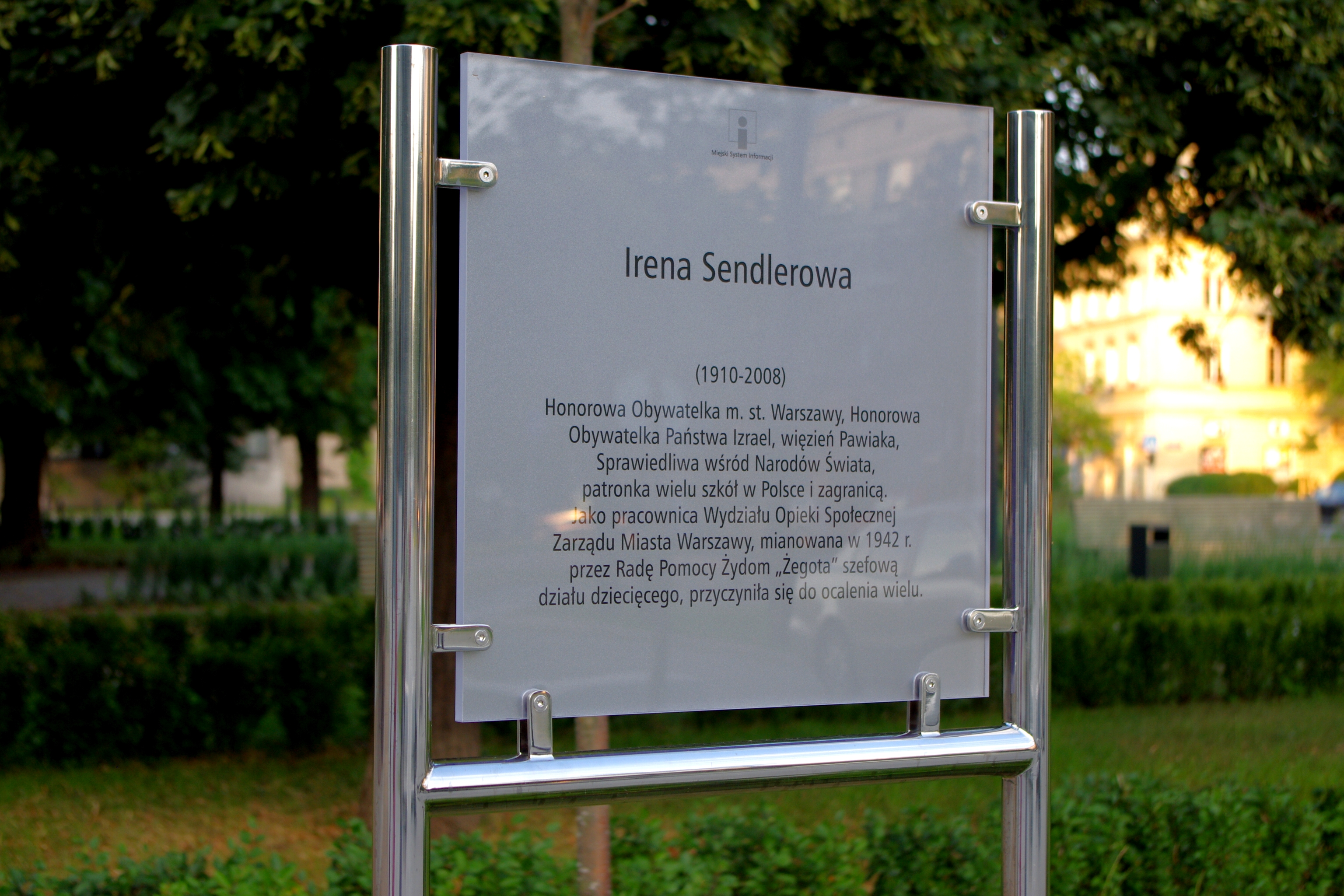
伊雷娜·森德勒林荫道
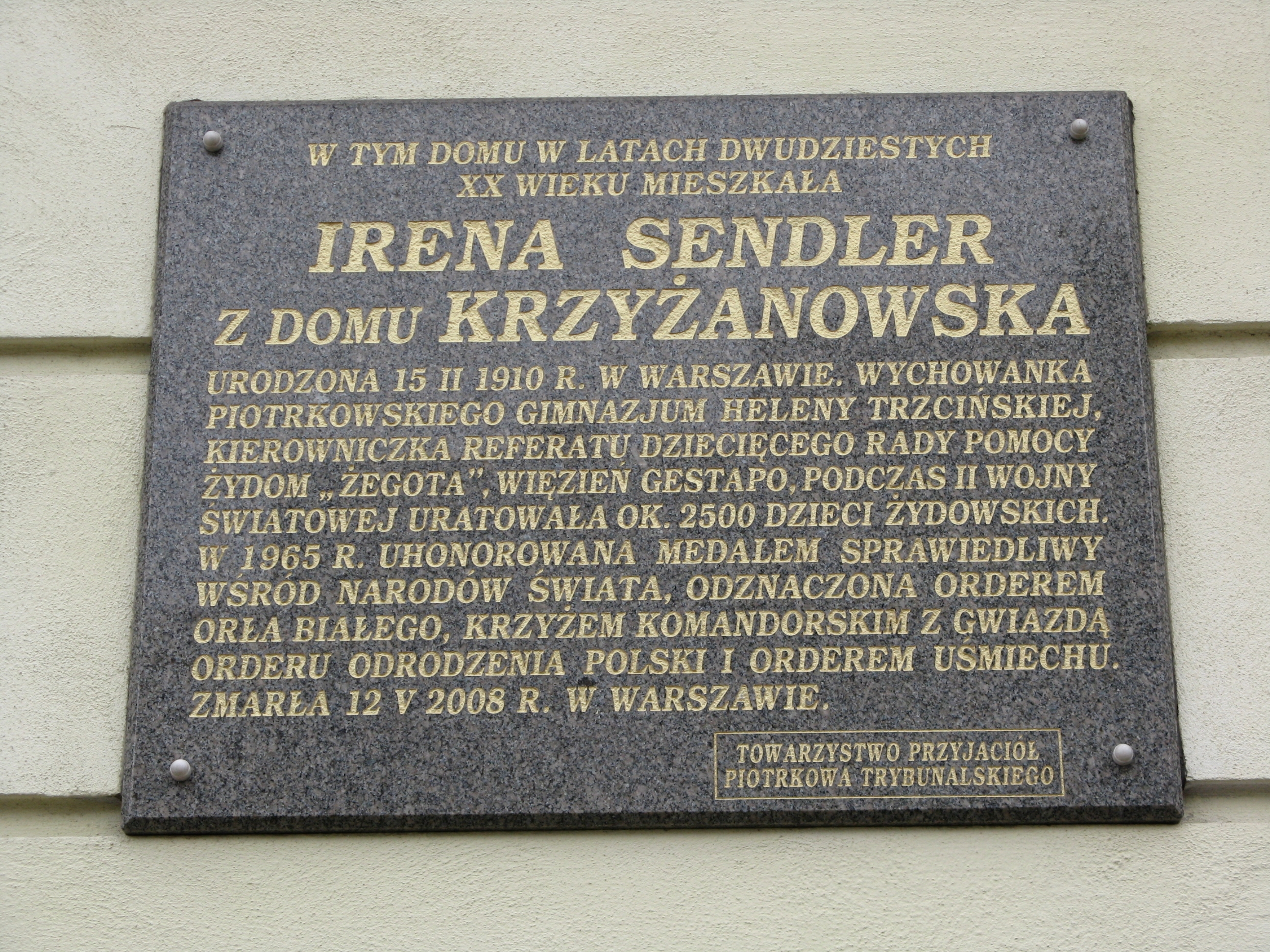
彼得庫夫特雷布納爾斯基的记事牌

## 外部連結
- 波兰“女辛德勒”去世 （页面存档备份，存于）